# Longipalpus zimmermani
Longipalpus zimmermani är en skalbaggsart som först beskrevs av Dillon 1952.  Longipalpus zimmermani ingår i släktet Longipalpus och familjen långhorningar.
Artens utbredningsområde är Fiji. Inga underarter finns listade i Catalogue of Life.